# Weltdiabetestag

Logo des Weltdiabetestages

Der Weltdiabetestag (englisch World Diabetes Day, französisch Journée mondiale du diabète) wurde erstmals am 14. November 1991 begangen und von Anfang an unter ein besonderes Motto gestellt. Seit 2007 ist der Weltdiabetestag ein offizieller Tag der Vereinten Nationen.

## Geschichte
Der Weltdiabetestag wurde 1991 von der International Diabetes Federation (IDF) und der Weltgesundheitsorganisation (WHO) als weltweiter Aktionstag eingeführt, um auf die steigende Verbreitung des Diabetes mellitus aufmerksam zu machen. Als Tag wurde der 14. November gewählt, das ist der Geburtstag von Sir Frederick Banting, der gemeinsam mit Charles Best 1922 das lebenswichtige Insulin entdeckte.
Am 20. Dezember 2006 verabschiedete die Generalversammlung der Vereinten Nationen die Resolution 61/225,
und erklärte damit den 14. November zu einem ab dem Jahr 2007 jährlich zu begehenden Tag der Vereinten Nationen.
Diabetes mellitus ist damit die zweite Krankheit nach HIV/AIDS, die einen offiziellen Tag der Vereinten Nationen erhalten hat.

## Mottos der bisherigen Weltdiabetestage
- 1991: Diabetes wird öffentlich / Diabetes Goes Public
- 1992: Diabetes: Ein Problem jeden Alters und jedes Landes / Diabetes: A Problem of All Ages in All Countries
- 1993: Aufwachsen mit Diabetes / Growing Up with Diabetes
- 1994: Diabetes und das Älterwerden / Diabetes and Growing Older
- 1995: Der Preis der Ignoranz / The Price of Ignorance
- 1996: Insulin für das Leben! / Insulin for Life!
- 1997: Globales Bewusstsein: Unser Schlüssel zu einem besseren Leben! / Global Awareness: Our Key to a Better Life
- 1998: Diabetes und Menschenrechte / Diabetes and Human Rights
- 1999: Die Kosten des Diabetes / The Costs of Diabetes
- 2000: Diabetes und Lebensstil im neuen Jahrtausend / Diabetes and Lifestyle in the New Millennium
- 2001: Diabetes und Herz- / Gefäßkrankheiten / Diabetes and Cardiovascular Disease
- 2002: Deine Augen und Diabetes / Your Eyes and Diabetes
- 2003: Diabetes und Niere / Diabetes and Kidneys
- 2004: Diabetes und Adipositas / Diabetes and Obesity
- 2005: Diabetes und Fußpflege / Diabetes and Foot Care
- 2006: Diabetes und die Benachteiligten und Verletzlichen / Diabetes and the Disadvantaged and Vulnerable
- 2007: Diabetes bei Kindern und Jugendlichen / Diabetes in Children and Adolescents
- 2008: Diabetes bei Kindern und Jugendlichen / Diabetes in Children and Adolescents
- 2009: Diabetes Prävention und Aufklärung / Diabetes Education and Prevention
- 2010: Lasst uns Diabetes unter Kontrolle bringen / Let’s take control of diabetes. Now.
- 2011: Handeln Sie jetzt! / Act on Diabetes. Now.
- 2012: Diabetes: Schützen Sie unsere Zukunft / Diabetes: protect our future[4]
- 2013: Diabetes: Schützen Sie unsere Zukunft / Diabetes: protect our future[5]
- 2014: Gesundes Essen beginnt mit dem Frühstück / Starting the day with a healthy breakfast[6]
- 2015: Gesunde Ernährung / Healthy eating[7]
- 2016: Augen auf den Diabetes / Eyes on diabetes[8]
- 2017: Frauen und Diabetes / Women and diabetes
- 2018 und 2019: Familie und Diabetes / The Family and Diabetes
- 2020: The Nurse and Diabetes
- 2021–2023: Access to Diabetes Care
- 2024–2026: Diabetes and Well-Being

Seit 2019 wird der Weltdiabetestag im deutschsprachigen Raum nicht mehr unter ein bestimmtes Motto gestellt.

## Blue Monument Challenge
Seit 2007 sind weltweit im Rahmen des Weltdiabetestages viele berühmte Gebäude abends und nachts als „Leuchtfeuer der Hoffnung“ blau beleuchtet. Erstmals waren es 279 illuminierte Monumente, im Folgejahr bereits 1.107 und 2009 1.036 Gebäude in 115 Ländern. Neben dem Empire State Building und Eiffelturm haben auch deutsche Monumente teilgenommen. Weitere Erinnerungstage, an dem Landmarken und Gebäude blau beleuchtet werden, sind der 1. April für die Autisten in den Vereinigten Staaten und der 2. April für die Autisten in der Welt, die unter dem Motto Light It Up Blue stehen.

### Teilnehmer in Deutschland
- 2008

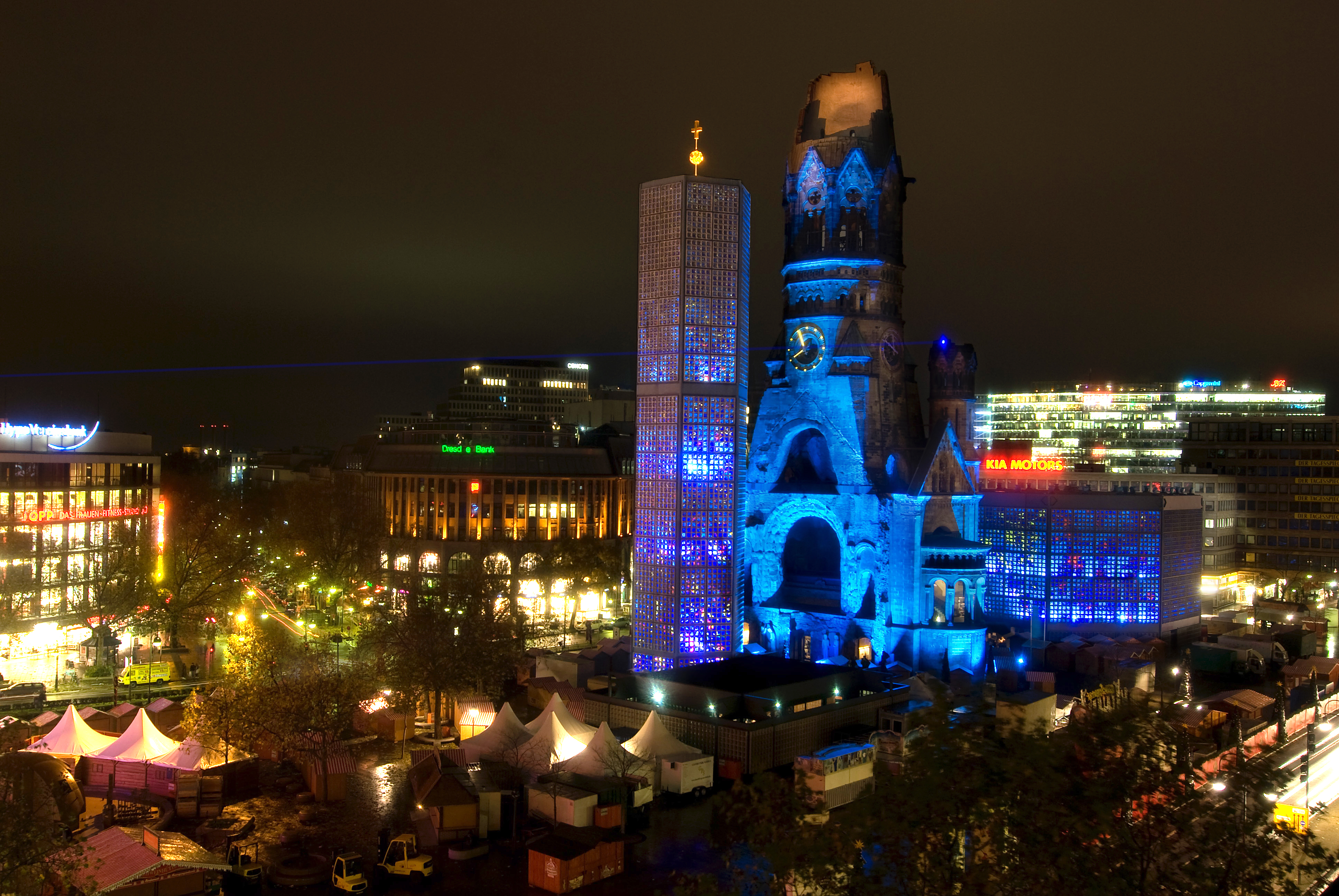
Blau erleuchtete Kaiser-Wilhelm-Gedächtniskirche am Weltdiabetestag

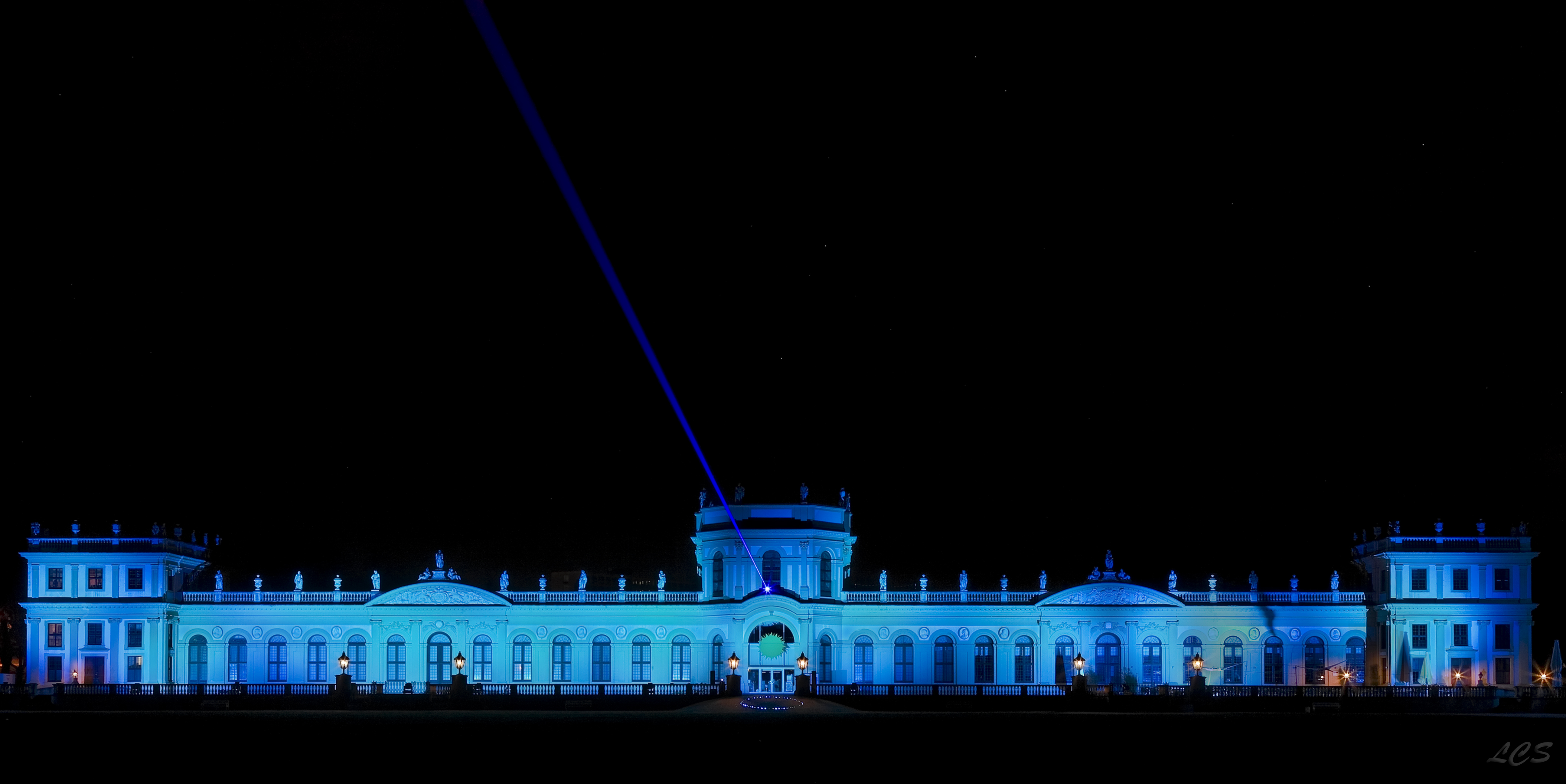
Blau erleuchtete Orangerie in Kassel

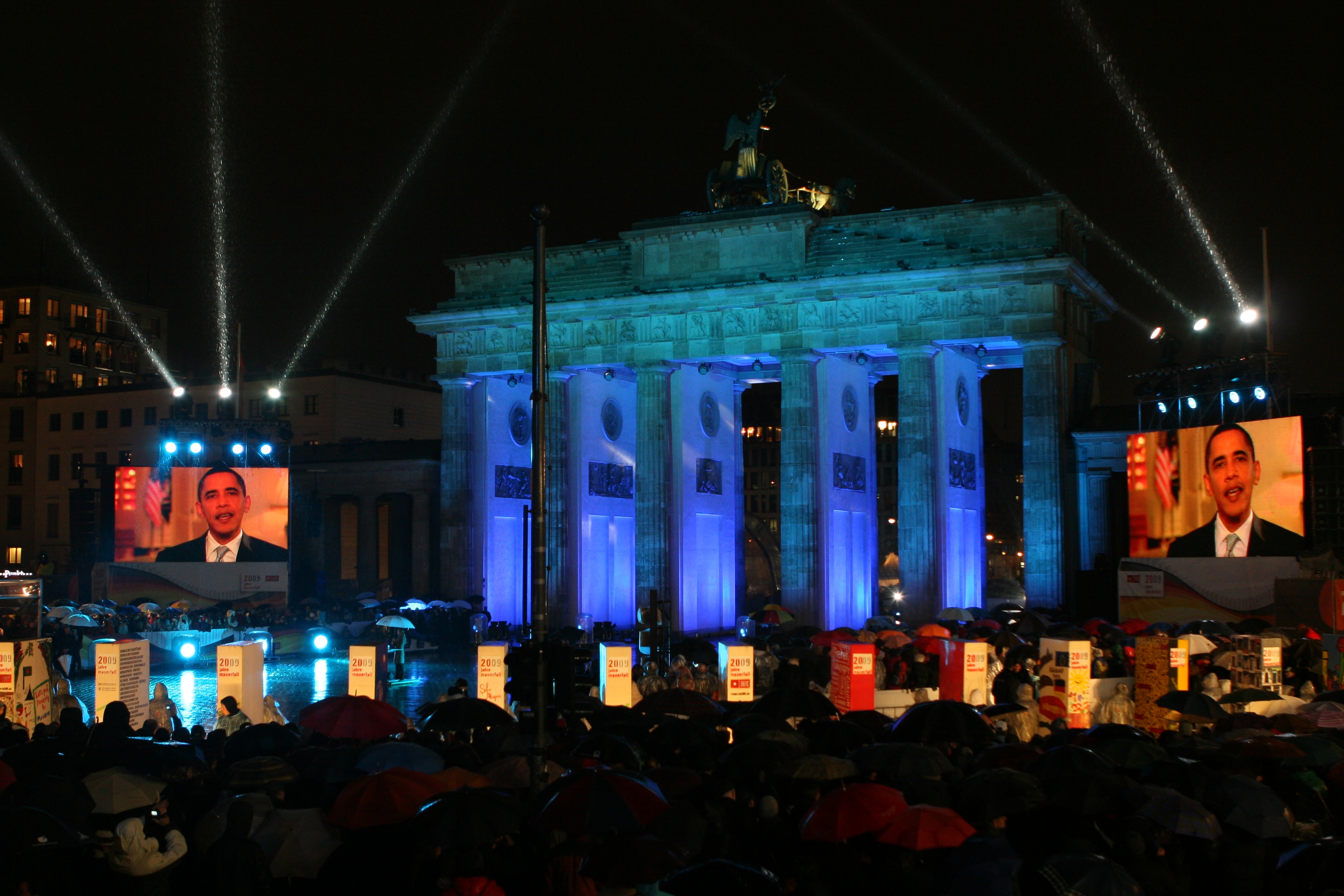
Blau erleuchtetes Brandenburger Tor

- Kaiser-Wilhelm-Gedächtnis-Kirche, Berlin
- Brandenburger Tor, Berlin
- Orangerie, Kassel
- Rathaus, Kassel
- Schlossturm, Düsseldorf
- Deutsches Diabetes-Zentrum, Düsseldorf
- Allianz Arena, München

- 2009

- Deutschordensschloss, Bad Mergentheim
- Brandenburger Tor, Berlin
- Deutsches Diabetes-Zentrum, Düsseldorf
- Allianz Arena, München
- Rathaus, Rastatt

- 2010

- Stiftsruine, Bad Hersfeld
- Brandenburger Tor, Berlin
- Boehringer Ingelheim Corporate Centre, Ingelheim am Rhein
- Wasserturm, Mannheim
- Dom, Worms

### Teilnehmer in Österreich
- 2008

- Bergiselschanze, Innsbruck
- Hofburg, Wien

- 2009

- Lentos Kunstmuseum, Linz

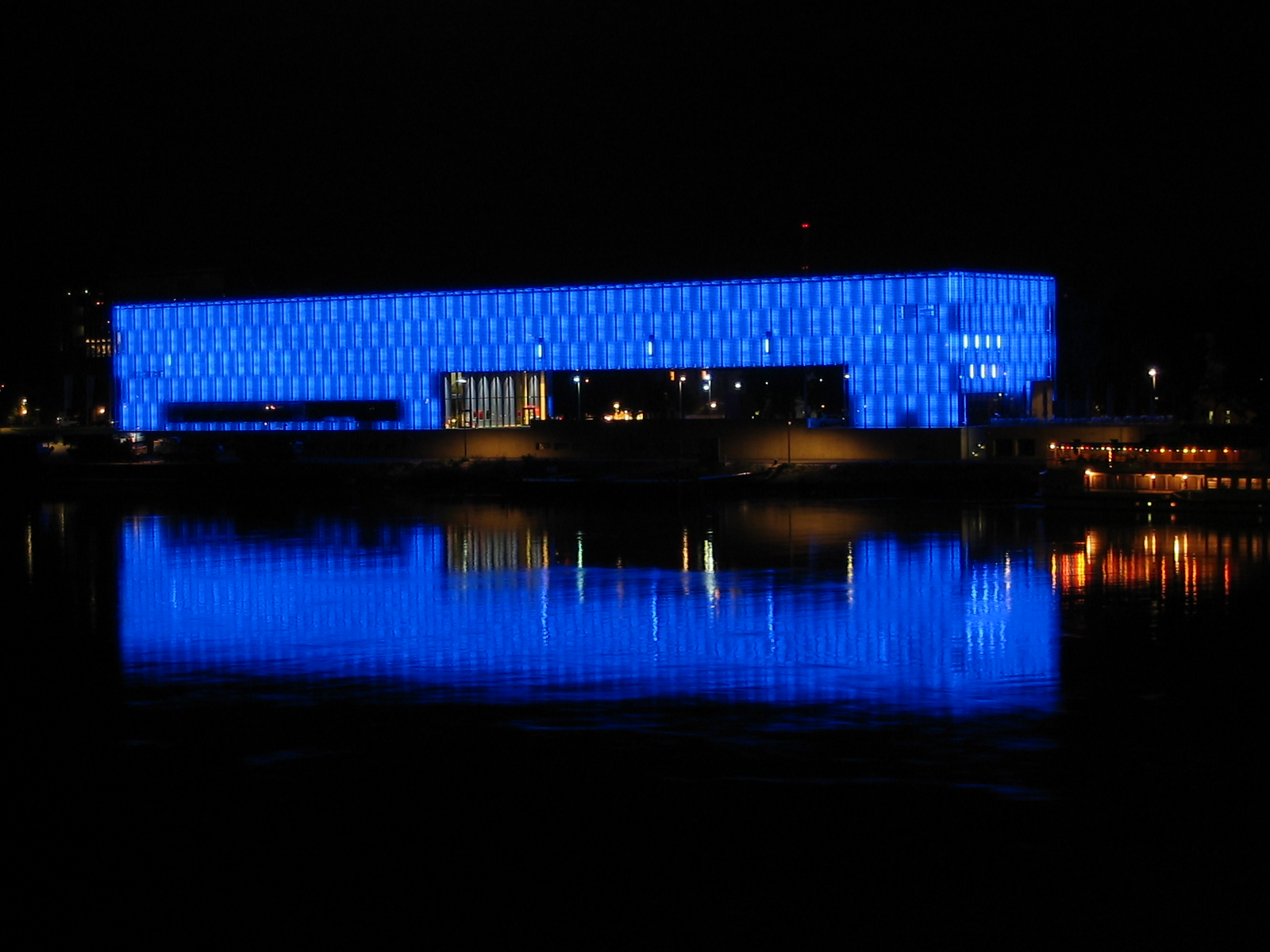
Blau erleuchtetes Lentos Kunstmuseum

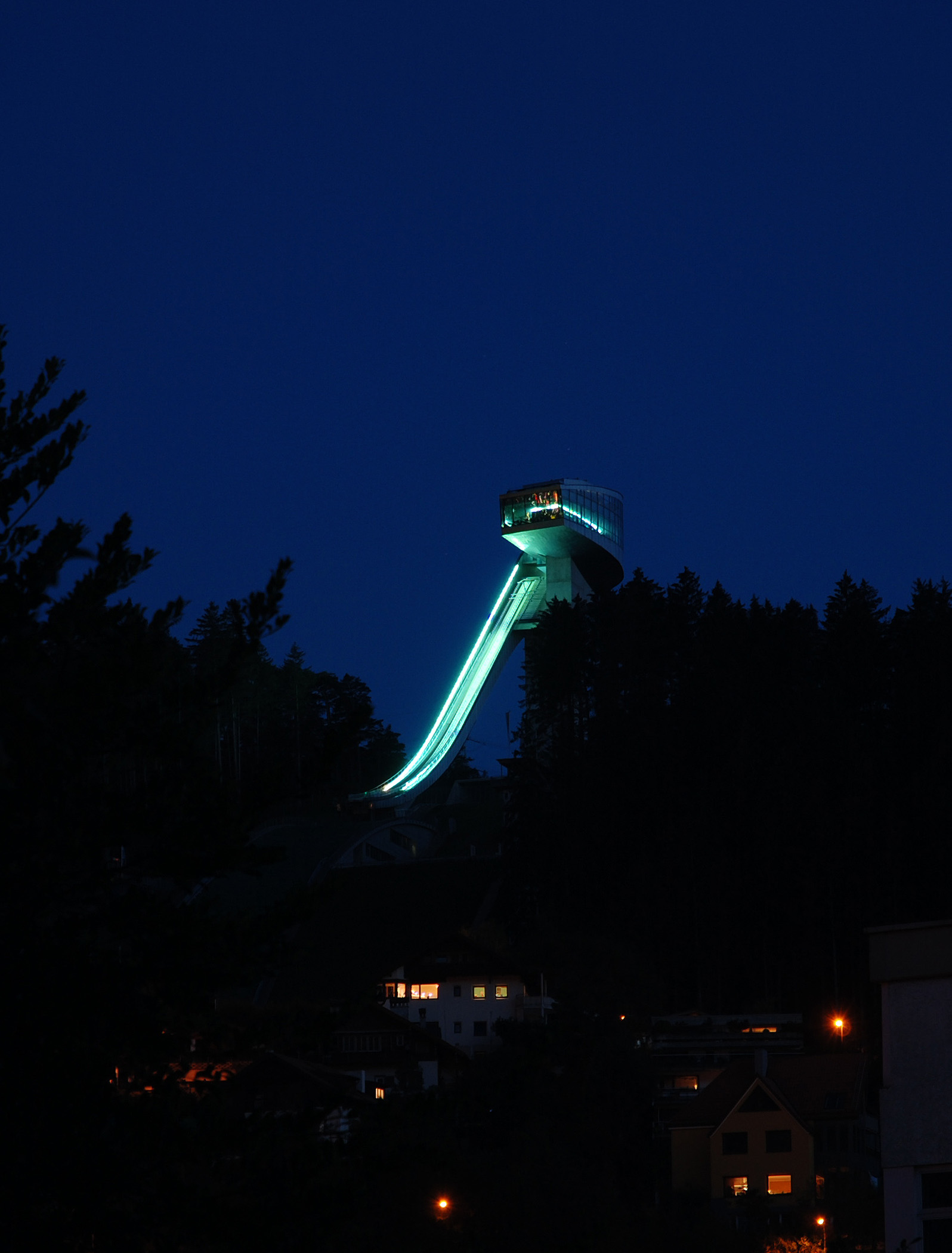
Blau erleuchtete Bergiselschanze

- Alte Residenz – Erzbischöfliches Palais, Salzburg
- Hofburg, Wien
- Hauptquartier von Diabetes Austria, Wien

- 2010

- Bregenzer Festspielhaus, Bregenz
- Rathaus, Eisenstadt
- Bergiselschanze, Innsbruck
- Lindwurmbrunnen, Klagenfurt am Wörthersee
- Lentos Kunstmuseum, Linz
- Ars Electronica Center, Linz
- Kongresshaus Salzburg, Salzburg
- Hauptquartier von Diabetes Austria, Wien
- Österreichische Apothekerkammer, Wien

- 2013

- Rehabilitationszentrum Hallein, Hallein

### Teilnehmer in der Schweiz
- 2008

- Novartis Campus, Basel
- Marktplatz mit Rathaus, Basel
- Castello di Montebello, Bellinzona
- Graubündner Kantonalbank, Chur
- Hôtel de Ville de Delémont, Delsberg
- Porte aux Loups, Delsberg
- Horloge de la Gare, Freiburg
- Jet d’eau, Genf
- NovoNordisk Schweiz AG, Küsnacht
- Kathedrale Notre-Dame, Lausanne
- Piazza Grande, Locarno
- Grand Hôtel National, Luzern
- Château de Morges, Morges
- Kreisspital für das Freiamt, Muri
- Hôpital de la Providence, Neuenburg
- Monument de la République, Neuenburg
- Munot, Schaffhausen
- Chateau de Ravire, Siders
- Stiftskirche St. Gallen, St. Gallen

- 2009

- Schloss Burgdorf, Burgdorf
- Jet d’eau, Genf
- Bayer AG Diabetes Care, Zürich

- 2010

- Schloss Burgdorf, Burgdorf
- Lumolith (Spredaturm), Burgdorf
- Jet d’eau, Genf